# Marnie Dickens
Marnie Dickens (* 1986 in Chiltern Valley, England) ist eine britische Drehbuchautorin. 

## Leben und Karriere
Dickens arbeitete während der Universität als Lichtdouble für Jane Horrocks und nach dem Abschluss als Hilfskraft für Kudos Productions, wo sie zu einer Regieassistentin für Law & Order: UK aufstieg und viele Drehbücher zu lesen bekam. Erst als sie durch eine Krankheit ihre Aufgabe nicht weiterführen konnte, versuchte sie sich am Schreiben von Drehbüchern. Nachdem sie eine Agentin erhalten hatte, wurde sie 2012 Teil des Autorenteams für Hollyoaks.
Bei der British Broadcasting Corporation erschienen Dickens’ selbst erdachte und geschriebene Serien, bei denen sie auch Produktionspositionen innehatte: 2016 Thirteen und 2019 Gold Digger.

## Filmografie
- 2012: Hollyoaks (Fernsehserie, Drehbuch 5 Episoden)
- 2013: Ripper Street (Fernsehserie, Drehbuch 1 Episode)
- 2015: Die Musketiere (Fernsehserie The Musketeers, Drehbuch 1 Episode)
- 2016: Thirteen – Ein gestohlenes Leben (Miniserie Thirteen, 5 Episoden; Idee, Drehbuch, Associate Producer)
- 2019: Gold Digger (Miniserie, 6 Episoden; Idee, Drehbuch)

## Ehrungen
- 2015 Screen International Stars of Tomorrow[3]
- 2016 BAFTA „Breakthrough Brits“[4]